# Александровац (община Враня)
Вижте пояснителната страница за други значения на Александровац.
Александровац или Александровец (на сръбски: Александровац или Aleksandrovac) е село в Югоизточна Сърбия, Пчински окръг, Град Враня, община Враня.

## География
Селото е разположено във Вранската котловина. По своя план е пръснат тип селище, като южната му част е разположена край левия бряг на Преображенската река. Отстои на 8,7 km южно от общинския и окръжен център Враня, на 1,7 km южно от село Купининце, на 1,8 km източно от село Ратае, на 2,8 km западно от село Долна Отуля и на 3,4 km североизточно от село Църни Луг. Северно от селото се намира язовир Александровац.

## История
Старото име на селото е Бок.
По време на Първата световна война селото е във военновременните граници на Царство България, като административно е част от Вранска околия на Врански окръг.

## Население
Според преброяването на населението от 2011 г. селото има 494 жители.

### Етнически състав
Данните за етническия състав на населението са от преброяването през 2002 г.
- сърби – 524 жители (99,43%)
- чехи – 1 жител (0,18%)
- черногорци – 1 жител (0,18%)
- македонци – 1 жител (0,18%)